# Nickelodeon SlimeFest (Italia)
Nickelodeon SlimeFest Italia (o semplicemente SlimeFest) è stata una manifestazione canora e show televisivo italiano prodotto da Nickelodeon dal 2016 al 2020.

## Format
Esportato,con inizialmente enorme successo, dagli Stati Uniti, lo show prevedeva un concerto, in grandi location, con artisti famosi ed emergenti, con varie partecipazioni da parte di influencer, youtuber e nuovi volti televisivi. La particolarità dello show è lo slime, viscida sostanza verde che da anni rappresenta Nickelodeon. I cantanti e gli ospiti venivano "slimmati" subito dopo le loro esibizioni, spesso colpendo anche il pubblico presente. Lo slime poteva fuoriuscire da molti oggetti, come pistole d'acqua, secchi o addirittura cannoni. L'evento veniva registrato e successivamente mandato in onda su Nickelodeon e Super!.

## Edizioni
In Italia si sono svolte 5 edizioni. La quinta edizione, a causa della pandemia da coronavirus, fu registrata in uno studio televisivo. Gli artisti si sono esibiti e sono stati "slimmati" in brevi videoclip, girati nella propria città di appartenenza e mandati in onda nella puntata, mentre le conduttrici commentavano dallo studio.
In seguito al continuare dell'emergenza sanitaria e al calo di ascolti, Nickelodeon Italia cancellò lo show.
| Edizione | Anno | Conduzione                            | Location                    |
| -------- | ---- | ------------------------------------- | --------------------------- |
| 1°       | 2016 | Niccolò Torielli                      | Alcatraz, Milano            |
| 2°       | 2017 | Niccolò Torielli                      | Alcatraz, Milano            |
| 3°       | 2018 | Shade                                 | Mirabilandia Parks, Ravenna |
| 4°       | 2019 | Federica Carta                        | Mirabilandia Parks, Ravenna |
| 5°       | 2020 | Cecilia Cantarano e Valeria Vedovatti | Studio Televisivo           |